# Empresas Copec
Empresas Copec é uma companhia energética sediada em Santiago, no Chile.

## História
A companhia foi criada em 1934 pelo presidente Pedro Aguirre Cerda.